# Мартинов Іван Іванович (партійний діяч)
Іван Іванович Мартинов (1905 — 1943) — радянський партійний діяч, секретар Дніпропетровського обласного комітету КП(б)У, 1-й секретар Криворізького міського комітету КП(б)У Дніпропетровської області.

## Біографія
У 1920-х роках — бурильник, бригадир, начальник дільниці, директор шахти «КІМ» рудоуправління імені Карла Лібкнехта в Кривому Розі.
Член ВКП(б) з 1927 року.
Закінчив Московський державний гірничий інститут.
У 1937—1939 роках — голова ЦК Спілки робітників залізорудної промисловості.
У 1939—1941 роках — 1-й секретар Криворізького міського комітету КП(б)У Дніпропетровської області.
25 березня — серпень 1941 року — секретар Дніпропетровського обласного комітету КП(б)У із рудної промисловості.
З 1941 по 1943 рік — у Червоній армії, учасник німецько-радянської війни. Перебував у розпорядженні Військової ради Південного фронту. Загинув у 1943 році.